# Α-Endopsihozin
α-Endopsihozin je antagonist fenciklidinskog mesta NMDA receptora koji je otkriven u ekstraktima svinjskog mozga i takođe može biti endogen kod ljudi. Ovo jedinjenje je peptid, mada nije potpuno okarakterisano.